# Sophie in 't Veld

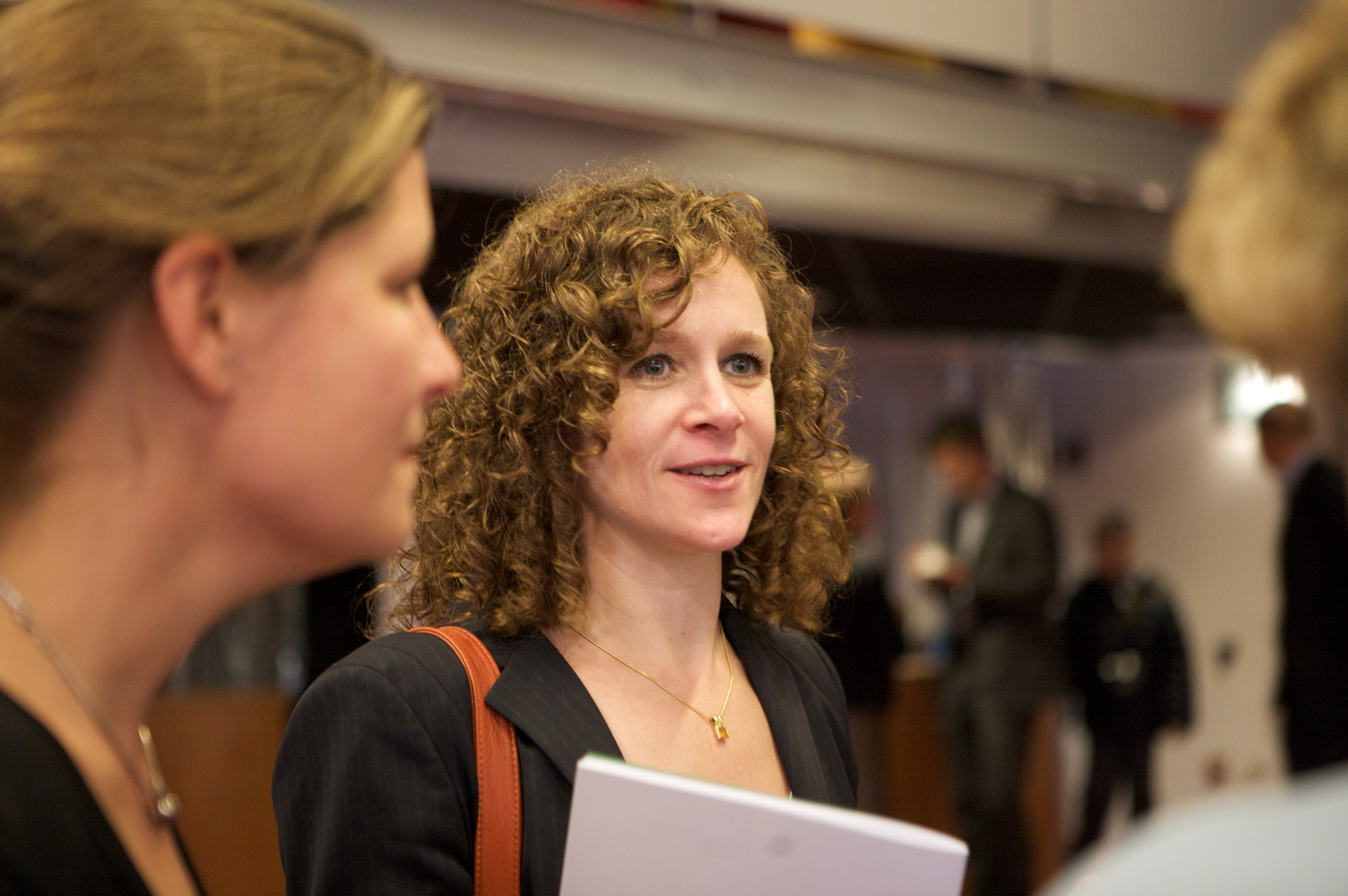
Sophie in 't Veld

Sophie in 't Veld (n. 13 septembrie 1963, Vollenhove⁠(d), Overijssel, Țările de Jos) este un om politic neerlandez, membru al Parlamentului European în perioada 2004-2009 din partea Țărilor de Jos.
1. 1 2   http://www.europarl.europa.eu/meps/en/28266/SOPHIA_IN+'T+VELD_cv.html Lipsește sau este vid: |title= (ajutor)
2. ↑   http://term7.votewatch.eu/en/sophia-in-t-veld.html Lipsește sau este vid: |title= (ajutor)
3. 1 2   http://www.europarl.europa.eu/meps/en/28266/SOPHIA_IN+'T+VELD_home.html Lipsește sau este vid: |title= (ajutor)
4. ↑  Deputații în Parlamentul European